# Nicola Michetti
Nicola Michetti, född 26 oktober 1677 i Rom, död 28 december 1758 i Rom, var en italiensk barockarkitekt, verksam i Rom och Sankt Petersburg.

## Biografi

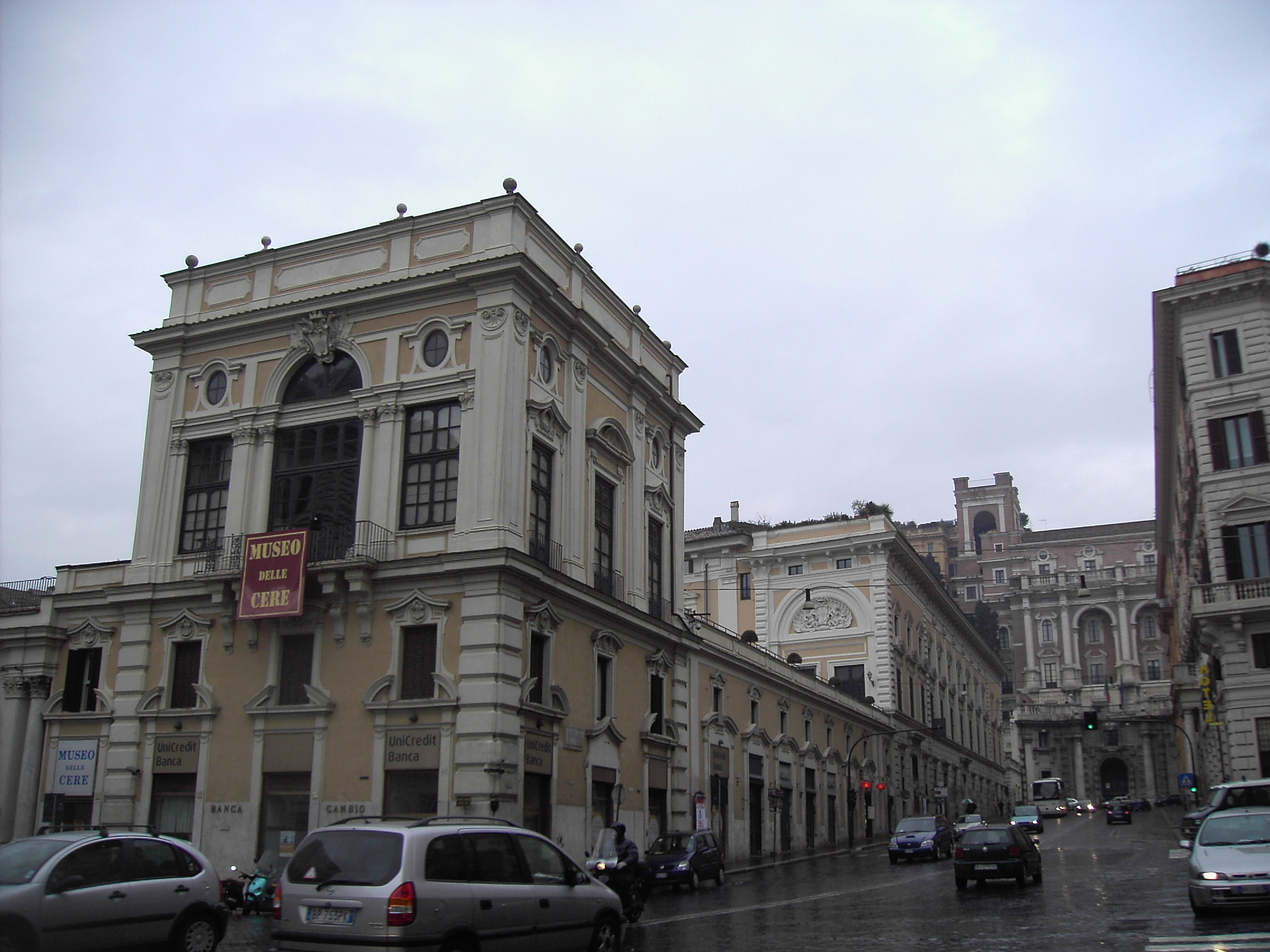
Palazzo Colonna i Rom.

År 1715 fick Michetti i uppdrag att rita Oratorio della Dottrina Cristiana vid kyrkan Santa Maria in Traspontina. Detta oratorium var avsett för katekesundervisning för barn. I kyrkan San Francesco a Ripa i Trastevere har han ritat Cappella Rospigliosi-Pallavicini. År 1730 genomförde Michetti en ombyggnad av Palazzo Colonna i Rom. 
Mellan 1718 och 1723 vistades Michetti i Ryssland som hovarkitekt hos tsar Peter den store. Michetti ritade bland annat trädgården vid Peterhofs palats, Kadriorgs slott i Reval (nuvarande Tallinn) samt Konstantinpalatset i Strelna.